# Знаменка (Курагинский район)
Знаменка — упразднённая деревня в Курагинском районе Красноярского края России. Входила в городское поселение Большая Ирба.

## География
Располагалась на правом берегу ручья Тёплый, вблизи места впадения его в реку Поперечку, на расстоянии приблизительно 29 километров (по прямой) к северо-востоку от посёлка городского типа Курагино, административного центра района.

## История
Основана в 1906 году. В 1926 году в деревне имелось 114 хозяйств и проживало 622 человека (298 мужчин и 324 женщины). В административном отношении являлась центром Знаменского сельсовета Курагинского района Минусинского округа Сибирского края.
Передана в подчинение Большой Ирбы (Большеирбинский поссовет) из упразднённого Поначевского (Паначевского) сельсовета Решением Малого Совета Красноярского краевого Совета народных депутатов от 21.05.1992 № 98-м.
Упразднена в 2019 году.

## Население
| 2010 |
| ---- |
| 0    |

Национальный и гендерный состав
В 1926 году проживало 298 мужчин и 324 женщины, преимущественно русские.